# Orthopsylloides abacetus
Orthopsylloides abacetus är en loppart som först beskrevs av Jordan et Rothschild 1922.  Orthopsylloides abacetus ingår i släktet Orthopsylloides och familjen Stivaliidae.

## Underarter
Arten delas in i följande underarter:
- O. a. abacetus
- O. a. baiyerensis